# جونیچی ۶۰۵۲
سیارک ۶۰۵۲ (به انگلیسی: 6052 Junichi، نامگذاری:1992CE1) شش هزار و پنجاه و دومین سیارک کشف شده‌است که در ۹ فوریه ۱۹۹۲ کشف شد.
قدر مطلق سیارک برابر ۱۱٫۰۰ است.